# Lepitrichula setosa
Lepitrichula setosa är en skalbaggsart som beskrevs av Hermann Burmeister 1844. Lepitrichula setosa ingår i släktet Lepitrichula och familjen Melolonthidae. Inga underarter finns listade i Catalogue of Life.